# Fragmentos urbanos
Fragmentos urbanos es una película chilena de 2002. Siete directores fueron convocados para realizar este filme: Claudia Menédez, Kenji Tanida, Antonino Ballestrazzi, Sebastián Lelio, Sergio Pineda, Mauricio Pesutic y Marco Enríquez-Ominami. No se les pidió que crearan una historia especial, ni que siguieran un género o estilo determinado, pero sí debían incluir en sus historias elementos relacionados con cuerpos muertos. El elenco general es extenso e incluye consagrados como Jaime Vadell, Antonia Zegers, Pablo Schwarz y Gonzalo Valenzuela, como también rostros nuevos. Este fue un proyecto financiado y desarrollado para la compañía British American Tobacco, para su producto Lucky Strike, por encargo de la agencia de publicidad Bates & Partner liderada por Pavel Friedmann, Alejandro Larenas y Sharif Hendan quienes realizaron la gestión, coordinación y comunicación de proyecto junto a la productora Tango Uno de Andrés Escalona.

## Sinopsis
Este largometraje nacional en realidad es una antología de seis cortos realizados por estudiantes de la Escuela de Cine de Chile. Partiendo del pie forzado de tener que incluir en sus historias elementos relacionados con cuerpos muertos, los directores arman anécdotas que van desde lo divertido a lo macabro. Es así como Fragmentos urbanos se compone de seis relatos: Oreja, Click, Mandarina mecánica, Ciudad de maravillas, Una película de temor y Demonio.

## Reparto
Mandarina Mecánica
- Jaime Vadell como Ramón.
- Andrés Rojas Murphy como Eudimio.
- Arnaldo Berríos como Guillermo.

Dirección: Marco Enríquez-Ominami y Mauricio Pesutic.
Ciudad de Maravillas
- Antonia Zegers como Antonia.
- Macarena Teke como Alicia.
- Néstor Cantillana como Raúl.

Oreja
- Pablo Schwarz como Tomás.
- Aranzazú Yankovic como Alejandra.
- Felipe Ríos como Samuel.

Click
- Gonzalo Valenzuela como Clemente.
- Siboney Lo como Lucy.
- Jack Arama como Doctor Locker.

Una Película de Temor
- Francisco Mena como Freddy.
- Cristián Vila Riquelme como Cocinero.

Demonio
- Jordi Castell como Demonio.
- Francisca Concha